# Gabara libitina
Gabara libitina är en fjärilsart som beskrevs av Druce. Gabara libitina ingår i släktet Gabara och familjen nattflyn. Inga underarter finns listade i Catalogue of Life.